# Sumatra-Weißbauchratte
Die Sumatra-Weißbauchratte (Niviventer fraternus) ist ein auf Sumatra endemisches Nagetier in der Gattung der Weißbauchratten. Die Population galt zeitweilig als Unterart der auf Borneo heimischen Langschwanz-Weißbauchratte (Niviventer rapit) oder als Synonym anderer nahe verwandter Nagetiere.

## Merkmale
Das zur Erstbeschreibung verwendete Exemplar hatte eine Kopf-Rumpf-Länge von 162 mm, eine Schwanzlänge von 231 mm und 32,5 mm lange Hinterfüße. Gewichtsangaben liegen nicht vor. Das mit einigen Borsten und Stacheln gemischte Fell der Oberseite ist hauptsächlich weich. Es besteht eine deutliche Grenze zwischen der rotbraunen Oberseite, die an den Flanken heller wird, und der weißen Unterseite. Auf der Brust oder am Hinterkopf kann sich ein dunkelbrauner Fleck befinden. Weitere Kennzeichen sind dunkelbraune Ohren, lange Vibrissen und ein langer Schwanz der oberseits dunkelbraun und unterseits braun oder hellbraun ist. Von den fünf Fingern und Zehen pro Hand beziehungsweise Fuß ist der fünfte auffällig klein. Die acht paarig angeordneten Zitzen der Weibchen sind gleichmäßig auf der Unterseite verteilt.

## Verbreitung und Lebensweise
Die Art lebt in Bergländern des westlichen und südlichen Sumatra zwischen 1250 und 3500 Meter Höhe. Sie hält sich in ursprünglichen Bergwäldern auf.
Die vermutlich nachtaktive Sumatra-Weißbauchratte klettert oft auf Bäumen und besucht den Erdboden. Mutmaßlich gleicht ihr weiteres Verhalten anderen Gattungsvertretern.

## Gefährdung
Waldrodungen in tieferen Lagen wirken sich negativ auf den Bestand aus. Auf den schwer zugänglichen Gipfeln ist die Art nicht beeinträchtigt. Die IUCN listet sie als nicht gefährdet (least concern).